# Zvonice v Horních Ředicích
Dřevěná barokní polygonální zvonice z roku 1729 se nalézá na hřbitově na jihozápadní straně kostela svatého Václava v obci Horní Ředice v okrese Pardubice. Zvonice je pozůstatkem po původním dřevěném kostele, který zde stával do roku 1857. Spolu s nově vybudovaným kostelem tvoří významnou krajinnou dominantu celého okolí. Zvonice je od roku 1958 chráněna jako nemovitá kulturní památka ČR.

## Popis
Na nízké oktogonální kamenné podezdívce stojí prkenné stěny o výšce asi 2 m jehlancově zastřešené. Ve výšce zvonů přechází zastřešení ve čtyřboké hranolové bednění zvonového patra s otvory umístěnými proti zvonům. Zvonice je zakončena stanovou střechou. Jehlancové zastřešení a stanová střecha je kryta od poslední opravy v rovce 1962 šindelem, předtím byla krytina břidlicová. Původní tři historické zvony pocházející z 15. - 16. století byly rekvírovány za světových válek. Jediný dnešní zvon pochází z roku 1952.
Vnitřní konstrukce zvonice je štenýřová s neobvyklou střední křížovou vazbou.